# 小津安二郎
小津安二郎（1903年12月12日—1963年12月12日），日本知名導演及編劇。1923年進入松竹映畫的蒲田攝影所當攝影助理，在1927年正式升格為導演。在1937年至1939年和1943年至1945年期间，他曾两次入伍参加日本侵华战争，这也成为对他个人评价的一片浓厚阴影。早期他廣泛的拍攝各類影片，其中又以青春喜劇類居多。戰後則主力於以一般平民日常生活為主的小市民電影，尤其以《晚春》、《東京物語》為他一生中的代表作。此外他以低視角仰視拍攝方式獨樹一格，也成為後來許多導演的效法學習對象。在电影领域，他被广泛认为是世界上最伟大、最具影响力的导演之一，他的《东京物语》在《视与听》杂志中常被评选为最伟大电影的前三名。

## 生平
1903年12月12日，小津安二郎生于东京深川一丁目，他和他的两个兄弟在三重县松阪市接受教育，他的父親在東京日本橋經營一間海產肥料店。小津大概3歲時，曾患腦膜炎，發高燒、昏迷了好幾天，母親表示「就算要用自己的命作為代價交換，我也會把你治好。」拼命的找醫師看病，才救回他一命。1916年，小津开始在宇治市上中学，那时的他是个成績平凡（小學時成績優異，國中開始轉差）、讓人傷腦筋的頑皮孩子。他在上学期间便养成了酗酒及看电影的习惯。1920年，學校發生男學生寫信（情書）給低年級少年示愛的事，信中文字露骨，後來東窗事發被師長查獲，簡稱「稚兒事件」。小津因為多次違反校規，又曾參與此事受牽連，遭到停學處分，並被趕出了學校宿舍（小津終其一生都對開除他的舍監耿耿於懷）。從這時開始，他住家裡，從自家坐車通勤上下學，外出也自由了，有很多的機會可以出門看電影。
除了有几项才能之外，小津安二郎在一个离名古屋有些距离的小山村中取得一个老师助理的工作。那段时间他一直在酗酒，他的父亲给他钱去还喝酒欠下的债。小津安二郎回到东京工作，他的叔叔了解到他对于电影的喜爱，便把他介绍到松竹株式会社的一位管理人Teihiro Tsutsumi那去工作。不久后成为一个助理摄影师。但在1923年的日本，从事电影业并不是很牢靠的工作，很多年轻电影人最终都失去了信心和热情。作为助理摄影师，他经常要搬运设备。在成为大久保忠素的导演助理后，不到一年，小津安二郎完成了他的第一部电影《忏悔之刃》，电影拍摄于1927年。
1937年，被日本帝國陸軍徵召。在第二次中日戰爭中，小津安二郎在中國戰場待了兩年，他驻扎在南京，1939年被派往汉口，同年六月退役回到日本。1943年再次入召，派往新加坡。第二次世界大戰結束，他作為戰俘被遣返回日本。小津曾参加过徐州会战、武汉会战、南昌战役及其他战役，他的一些日记中记录了他的战争经历；其中包括他与他的小组曾使用化学战、侵犯慰安妇，以及其他违反《日内瓦公约》的事迹（尽管日本已于1933年退出国际联盟）。

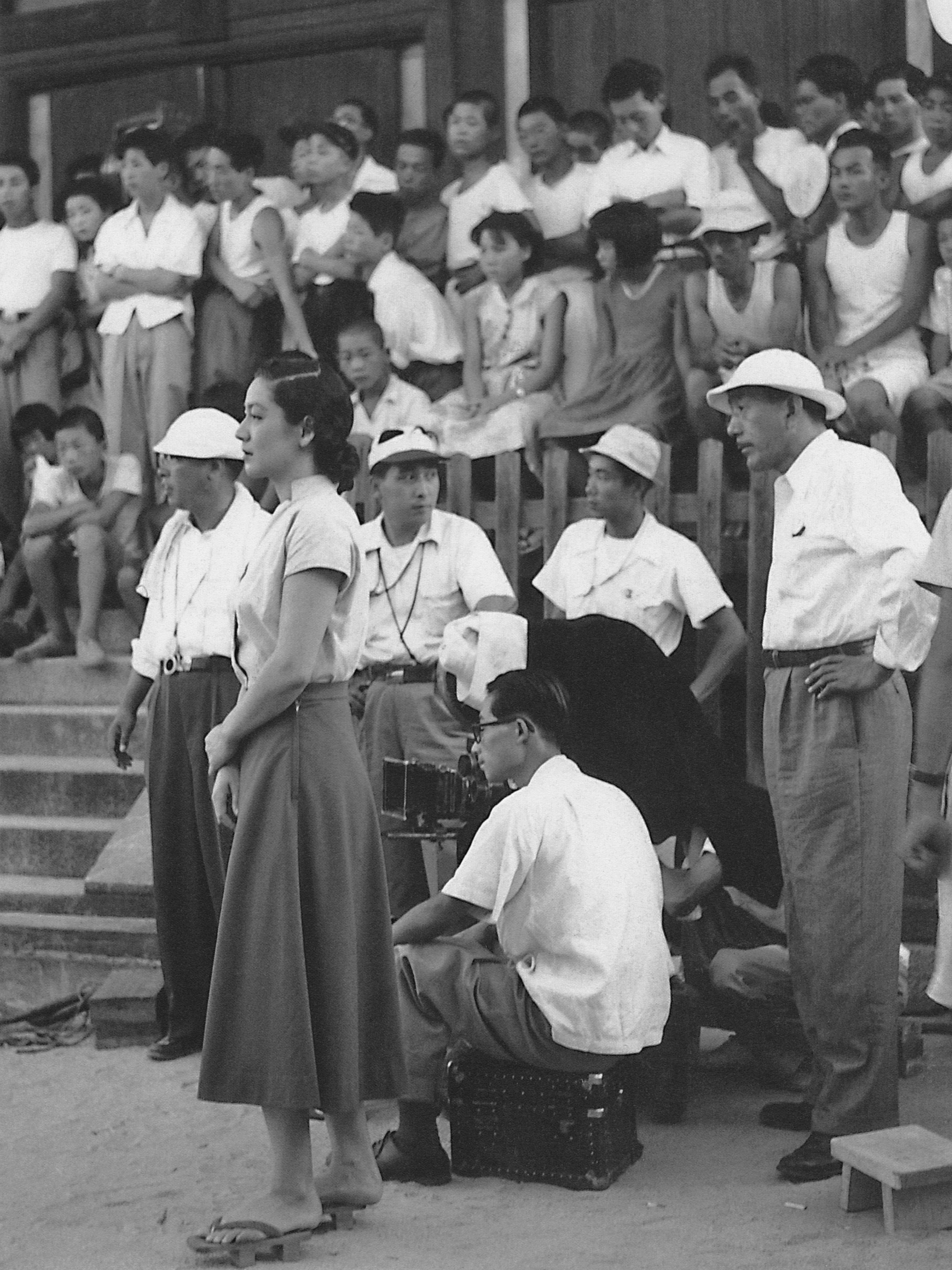
拍攝《東京物語》時的小津安二郎（前排左手插腰者）與演員原節子

从第一部电影《忏悔之刃》到1962年上映的《秋刀鱼之味》，小津安二郎共导演了54部电影。1953年的《东京物语》是他最为人知的作品。雖然小津拍的電影主題大多是反映中產階層的家庭生活，但小津終身未婚。小津一生都十分敬愛他的母親，可謂事母至孝。1963年12月，小津因喉癌去世，享年60歲。他与母亲共用的坟墓位于镰仓圆觉寺，墓碑上没有名字，只有一个字“無”。

## 歷年導演作品
| 年份   | 作品名         | 制作公司       | 編劇                             | 主要演員 | 備註                      |
| ------ | -------------- | -------------- | -------------------------------- | --- | ------------------------- |
| 1927年 | 懺悔之刃       | 松竹蒲田       | 野田高梧                         | 吾妻三郎、小川國松、河原侃二、野寺正一、渥美映子、花柳都、小波初子、河村黎吉                                                             | /黑白默片（已亡佚）       |
| 1928年 | 年輕人的夢     | 松竹蒲田       | 小津安二郎                       | 吉谷久雄、松井潤子、齋藤達雄、若葉信子、坂本武、大山健二、高松榮子、關時男、小倉繁、笠智眾                                               | /黑白默片（已亡佚）       |
| 1928年 | 太太不見了     | 松竹蒲田       | 吉田百助                         | 齋藤達雄、岡本文子、國島莊一、菅野七郎、坂本武、關時男、松井潤子、小倉繁、笠智眾                                                         | /黑白默片                 |
| 1928年 | 南瓜           | 松竹蒲田       | 北村小松                         | 齋藤達雄、日夏百合繪、半田日出丸、小櫻葉子、坂本武                                                                                       | /黑白默片（已亡佚）       |
| 1928年 | 搬家的夫妻     | 松竹蒲田       | 伏見晁                           | 渡邊篤、吉川滿子、大國一郎、中川一三、浪花友子、大山健二                                                                                 | /黑白默片（已亡佚）       |
| 1928年 | 肉體美         | 松竹蒲田       | 伏見晁                           | 齋藤達雄、飯田蝶子、木村健兒、大山健二                                                                                                   | /黑白默片（已亡佚）       |
| 1929年 | 寶山           | 松竹蒲田       | 伏見晁                           | 小林十九二、日夏百合繪、青山萬里子、岡本文子、飯田蝶子、浪花友子、若美多喜子、糸川京子                                                   | /黑白默片（已亡佚）       |
| 1929年 | 年輕的日子     | 松竹蒲田       | 伏見晁                           | 結城一郎、齋藤達雄、松井潤子、飯田蝶子、高松榮子、小藤田正一、大國一郎、坂本武、日守新一、山田房生、笠智眾                               | /黑白默片                 |
| 1929年 | 和製喧嘩友達   | 松竹蒲田       | 野田高梧                         | 渡邊篤、吉谷久雄、高松榮子、大國一郎、浪花友子、結城一朗、若葉信子                                                                       | /黑白默片（殘本十五分鐘） |
| 1929年 | 我畢業了，但…… | 松竹蒲田       | 荒牧芳郎                         | 高田稔、田中絹代、鈴木歌子、大山健二、日守新一、木村健二、坂本武、飯田蝶子                                                               | /黑白默片（殘本十二分鐘） |
| 1929年 | 會社員生活     | 松竹蒲田       | 野田高梧                         | 齋藤達雄、吉川滿子、小藤田正一、加藤精一、青木富夫、石渡暉明、坂本武                                                                     | /黑白默片（已亡佚）       |
| 1929年 | 突貫小僧       | 松竹蒲田       | 池田忠雄                         | 齋藤達雄、青木富夫、坂本武 | /黑白默片（殘本十四分鐘） |
| 1930年 | 結婚學入門     | 松竹蒲田       | 野田高梧                         | 齋藤達雄、栗島澄子、奈良真養、岡本文子、高田稔、龍田靜枝、吉川滿子                                                                       | /黑白默片（已亡佚）       |
| 1930年 | 開心的走吧     | 松竹蒲田       | 池田忠雄                         | 高田稔、川崎弘子、松園延子、鈴木歌子、吉谷久雄、毛利輝夫、、坂本武                                                                       | /黑白默片                 |
| 1930年 | 我落第了，但…… | 松竹蒲田       | 伏見晁                           | 齋藤達雄、二葉香、青木富夫、若林広雄、大國一郎、田中絹代、笠智眾                                                                         | /黑白默片                 |
| 1930年 | 那夜的妻子     | 松竹蒲田       | 野田高梧                         | 岡田時彥、八雲惠美子、市村美津子、山本冬鄉、齋藤達雄、笠智眾                                                                             | /黑白默片                 |
| 1930年 | 愛神的怨靈     | 松竹蒲田       | 野田高梧                         | 齋藤達雄、星光、月田一郎 | /黑白默片（已亡佚）       |
| 1930年 | 瞬間的幸運     | 松竹蒲田       | 野田高梧                         | 齋藤達雄、吉川滿子、青木富夫、市村美津子、関時男、毛利輝夫、月田一郎、坂本武、大國一郎                                                   | /黑白默片（已亡佚）       |
| 1930年 | 大小姐         | 松竹蒲田       | 北村小松                         | 栗島澄子、岡田時彥、齋藤達雄、田中絹代、岡田宗太郎、大國一郎                                                                             | /黑白默片（已亡佚）       |
| 1931年 | 淑女與髯       | 松竹蒲田       | 北村小松                         | 岡田時彥、川崎弘子、飯田蝶子、伊達里子、月田一郎、飯塚敏子、吉川滿子、坂本武、齋藤達雄                                                     | /黑白默片                 |
| 1931年 | 美人哀愁       | 松竹蒲田       | 池田忠雄                         | 岡田時彥、齋藤達雄、井上雪子、岡田宗太郎、吉川滿子、若水照子                                                                             | /黑白默片（已亡佚）       |
| 1931年 | 東京合唱       | 松竹蒲田       | 野田高梧                         | 岡田時彥、八雲惠美子、菅原秀雄、高峰秀子、齋藤達雄、飯田蝶子、坂本武、谷麗光、宮島健一、山口勇                                           | /黑白默片                 |
| 1932年 | 春隨婦人來     | 松竹蒲田       | 池田忠雄、柳井隆雄               | 城多二郎、齋藤達雄、井上雪子、泉博子、坂本武、谷麗光                                                                                     | /黑白默片（已亡佚）       |
| 1932年 | 我出生了，但…… | 松竹蒲田       | 伏見晁                           | 齋藤達雄、吉川滿子、菅原秀雄、突貫小僧、坂本武、早見照代、加藤清一、小藤田正一、西村青兒                                                 | /黑白默片                 |
| 1932年 | 青春之夢今何在 | 松竹蒲田       | 野田高梧                         | 江川宇禮雄、田中絹代、齋藤達雄、武田春郎、水島亮太郎、大山健二、笠智眾、坂本武、飯田蝶子、葛城文子、伊達里子                             | /黑白默片                 |
| 1932年 | 何日再逢君     | 松竹蒲田       | 野田高梧                         | 岡田嘉子、岡讓二、奈良真養、川崎弘子、飯田蝶子、伊達里子、吉川滿子                                                                       | /黑白默片（已亡佚）       |
| 1933年 | 東京之女       | 松竹蒲田       | 野田高梧、池田忠雄               | 岡田嘉子、江川宇禮雄、田中絹代、奈良真養                                                                                                 | /黑白默片                 |
| 1933年 | 非常線之女     | 松竹蒲田       | 池田忠雄                         | 田中絹代、岡譲二、水久保澄子、三井秀夫、逢初夢子                                                                                         | /黑白默片                 |
| 1933年 | 心血來潮       | 松竹蒲田       | 池田忠雄                         | 坂本武、伏見信子、大日方傳、飯田蝶子、突貫小僧、谷麗光                                                                                   | /黑白默片                 |
| 1934年 | 我們要愛母親   | 松竹蒲田       | 池田忠雄                         | 岩田祐吉、吉川滿子、大日方傳、加藤清一、三井秀男、野村秋生、奈良真養、青木忍、光川京子、笠智眾、逢初夢子、松井潤子、飯田蝶子             | /黑白默片（已亡佚）       |
| 1934年 | 浮草物語       | 松竹蒲田       | 池田忠雄                         | 坂本武、飯田蝶子、三井秀男、八雲理惠子、坪内美子、突貫小僧、谷麗光、西村青兒、山田長正                                                   | /黑白默片                 |
| 1935年 | 溫室姑娘       | 松竹蒲田       | 野田高梧、池田忠雄               | 飯田蝶子、田中絹代、坂本武、突貫小僧、竹内良一、青野清、吉川滿子、懸秀介、大山健二                                                       | /黑白默片（已亡佚）       |
| 1935年 | 東京之宿       | 松竹蒲田       | 池田忠雄、荒田正男               | 坂本武、突貫小僧、末松孝行、岡田嘉子、小嶋和子、飯田蝶子、笠智眾                                                                         | /黑白配樂                 |
| 1935年 | 鏡獅子         | 松竹蒲田       |                                  | 尾上菊五郎 (6代目)、松永和楓、柏伊三郎、望月太左衛門                                                                                     | /黑白片                   |
| 1936年 | 大學是個好地方 | 松竹蒲田       | 荒田正男                         | 近衛敏明、笠智眾、小林十九二、大山健二、池部鶴彥、日下部章、高杉早苗、齋藤達雄、青野清、飯田蝶子、出雲八重子、坂本武、爆彈小僧           | /黑白配樂（已亡佚）       |
| 1936年 | 一人息子       | 松竹大船       | 池田忠雄、荒田正男               | 飯田蝶子、日守新一、葉山正雄、坪内美子、吉川滿子、笠智眾、浪花友子、爆彈小僧、突貫小僧、高松榮子、加藤清一、小島和子、青野清             | /黑白片                   |
| 1937年 | 淑女忘記了什麼 | 松竹大船       | 伏見晁、詹姆斯・槇（小津安二郎） | 栗島澄子、齋藤達雄、桑野通子、佐野周二、坂本武、飯田蝶子、上原謙、吉川滿子、葉山正雄、突貫小僧                                           | /黑白片                   |
| 1941年 | 戶田家兄妹     | 松竹大船       | 池田忠雄、小津安二郎             | 藤野秀夫、葛城文子、吉川滿子、齋藤達雄、三宅邦子、佐分利信、坪内美子、近衛敏明、高峰三枝子、桑野通子、河村黎吉、飯田蝶子、笠智眾         | /黑白片                   |
| 1942年 | 父親在世時     | 松竹大船       | 池田忠雄、柳井隆雄、小津安二郎   | 笠智眾、佐野周二、津田晴彥、佐分利信、坂本武、水戶光子、大塚正義、日守新一、西村青兒、谷麗光                                             | /黑白片                   |
| 1947年 | 長屋紳士録     | 松竹大船       | 池田忠雄、小津安二郎             | 飯田蝶子、青木放屁、小澤榮太郎、吉川滿子、河村黎吉、三村秀子、笠智眾、坂本武、高松榮子、長船藤代、河賀祐一、谷吉乃、殿山泰司、西村青兒   | /黑白片                   |
| 1948年 | 風中的母雞     | 松竹大船       | 齋藤良輔、小津安二郎             | 佐野周二、田中絹代、村田知英子、笠智眾、坂本武、高松榮子、水上令子、文谷千代子、長尾敏之助                                               | /黑白片                   |
| 1949年 | 晚春           | 松竹大船       | 野田高梧、小津安二郎             | 笠智眾、原節子、月丘夢路、宇佐美淳、桂木洋子、杉村春子、三島雅夫、三宅邦子、坪内美子、清水一郎                                           | /黑白片                   |
| 1950年 | 宗方姊妹       | 新東寶         | 野田高梧、小津安二郎             | 高峰秀子、田中絹代、上原謙、山村聰、堀雄二、高杉早苗、笠智眾、齋藤達雄、藤原釜足、堀越節子、河村黎吉、千石規子、一之宮敦子、坪內美子     | /黑白片                   |
| 1951年 | 麥秋           | 松竹大船       | 野田高梧、小津安二郎             | 原節子、笠智眾、淡島千景、佐野周二、二本柳寛、三宅邦子、菅井一郎、東山千榮子、杉村春子、井川邦子、高橋豊子、高堂國典、西脇宏三、宮口精二 | /黑白片                   |
| 1952年 | 茶泡飯之味     | 松竹大船       | 野田高梧、小津安二郎             | 佐分利信、鶴田浩二、木暮實千代、津惠恵子、淡島千景、三宅邦子、笠智眾 、柳永二郎、十朱久雄、望月優子、北原三枝、上原葉子（小櫻葉子）      | /黑白片                   |
| 1953年 | 東京物語       | 松竹大船       | 野田高梧、小津安二郎             | 笠智眾、東山千榮子、原節子、香川京子、山村聰、大坂志郎、杉村春子、三宅邦子、東野英治郎、中村伸郎                                         | /黑白片                   |
| 1956年 | 早春           | 松竹大船       | 野田高梧、小津安二郎             | 淡島千景、池部良、岸惠子、高橋貞二、中北千枝子、山村聰、藤乃高子、田浦正巳、笠智眾、杉村春子、杉田弘子、浦辺粂子、三宅邦子               | /黑白片                   |
| 1957年 | 東京暮色       | 松竹大船       | 野田高梧、小津安二郎             | 原節子、有馬稲子、笠智眾、山田五十鈴、高橋貞二、中村伸郎、田浦正巳、宮口精二、杉村春子、信欣三、藤原釜足                                 | /黑白片                   |
| 1958年 | 彼岸花         | 松竹大船       | 野田高梧、小津安二郎             | 有馬稲子、山本富士子、久我美子、佐田啓二、田中絹代、佐分利信、高橋貞二、桑野美雪、笠智眾、江川宇禮雄、浪花千榮子                         | /彩色片                   |
| 1959年 | 早安           | 松竹大船       | 野田高梧、小津安二郎             | 佐田啓二、久我美子、笠智眾、三宅邦子、杉村春子、泉京子、設樂幸嗣、島津雅彥、大泉滉、高橋豐、澤村貞子、長岡輝子                           | /彩色片                   |
| 1959年 | 浮草           | 大映           | 野田高梧、小津安二郎             | 京町子、若尾文子、野添瞳、川口浩、中村鷹治郎、杉村春子、笠智眾、三井弘次、田中春男、潮萬太郎                                             | /彩色片                   |
| 1960年 | 秋日和         | 松竹大船       | 野田高梧、小津安二郎             | 原節子、司葉子、岡田茉莉子、佐田啓二、佐分利信、三上真一郎、岩下志麻、田代百合子、千之赫子、笠智眾、澤村貞子                             | /彩色片                   |
| 1961年 | 小早川家之秋   | 寶塚映画・東寶 | 野田高梧、小津安二郎             | 原節子、司葉子、新珠三千代、寶田明、團令子、小林桂樹、森繁久彌、中村鴈治郎、白川由美、浪花千榮子、杉村春子                               | /彩色片                   |
| 1962年 | 秋刀魚之味     | 松竹大船       | 野田高梧、小津安二郎             | 岩下志麻、笠智眾、岡田茉莉子、佐田啓二、三上真一郎、吉田輝雄、牧紀子、中村伸郎、三宅邦子、東野英治郎                                     | /彩色片                   |

## 外部連結
- 小津映畫旅行（1）：「無」（張世倫）
- 小津映畫旅行（2）： 尾道 （張世倫）
- IMDB上的介绍 （页面存档备份，存于）
- YouTube上的小津安二郎物語(OZU Yasujiro Story)

1. ↑  . web.archive.org. 2012-08-03  [2025-05-23].
2. ↑  , 2025-03-29  [2025-05-23] （英语）
3. ↑  Easterwood, Kurt. . www.easterwood.org.   [2025-05-23] （英语）.